# 新加坡郵政編碼
新加坡郵政編碼是新加坡郵政所管轄的郵政編碼，於1979年7月1日開始使用，自1995年9月1日從4位數字改為6位數字。

## 6位數字編碼
6位數字編碼由2位的區碼與4位的傳遞點編號所組成，例子：
中文：
东陵路56号

新加坡邮区247964
英语：
56 Tanglin Road

Singapore 247964
24是區碼；7964是投遞點編號，通常是個別的建築物。